# Tamacine
Tamacine ou Temacine est une commune de la wilaya de Touggourt en Algérie, située à 10 km au sud-ouest de Touggourt.
Vieille cité forteresse de l'Oued Righ, Tamacine dispose d'un ancien ksar classé et abrite un centre important de la zaouïa Tidjaniya.

## Géographie

### Situation
La commune est située dans l'oued Righ, au nord du Sahara algérien, à 630 km au sud-est d'Alger et à 10 km au sud de Touggourt.
|          | Nezla       |          |
| El Allia | Tamacine    | M'Naguer |
|          | Blidet Amor |          |

### Localités de la commune
Lors du découpage administratif de 1984, la commune de Tamacine est composée à partir des localités et lieux-dits suivants :
- Temacine
- El Behour
- Sidi Ameur
- El Ksour
- Tamellaht

En 1998, les agglomérations secondaires de Tamellaht, Sidi Ameur et El Behour ont fusionné avec le chef-lieu.

### Climat
Le climat à Tamacine, est désertique et très sec. La classification de Köppen est de type BWh. La température moyenne est de 21.5 °C et la moyenne des précipitations annuelles ne dépasse pas 100 mm.
| Mois                              | jan. | fév. | mars | avril | mai  | juin | jui. | août | sep. | oct. | nov. | déc. | année |
| --------------------------------- | ---- | ---- | ---- | ----- | ---- | ---- | ---- | ---- | ---- | ---- | ---- | ---- | ----- |
| Température minimale moyenne (°C) | 3,4  | 5,7  | 9    | 13    | 17,6 | 23   | 25   | 24   | 21   | 15   | 9    | 4,6  |       |
| Température moyenne (°C)          | 10   | 12,5 | 16   | 20,6  | 25   | 30,5 | 33,5 | 32   | 28,6 | 22   | 15,6 | 10,9 | 21,5  |
| Température maximale moyenne (°C) | 16,7 | 19,5 | 23,3 | 28    | 32,7 | 37,8 | 41,6 | 40,5 | 36   | 28,9 | 22   | 17   |       |
| Précipitations (mm)               | 9    | 4    | 8    | 4     | 5    | 2    | 1    | 1    | 9    | 6    | 9    | 8    | 61    |

| Diagramme climatique                                  |          |        |       |           |         |         |         |       |         |     |        |
| J                                                     | F        | M      | A     | M         | J       | J       | A       | S     | O       | N   | D      |
| 16,73,49                                              | 19,55,74 | 23,398 | 28134 | 32,717,65 | 37,8232 | 41,6251 | 40,5241 | 36219 | 28,9156 | 229 | 174,68 |
| Moyennes : • Temp. maxi et mini °C • Précipitation mm |          |        |       |           |         |         |         |       |         |     |        |

## Histoire

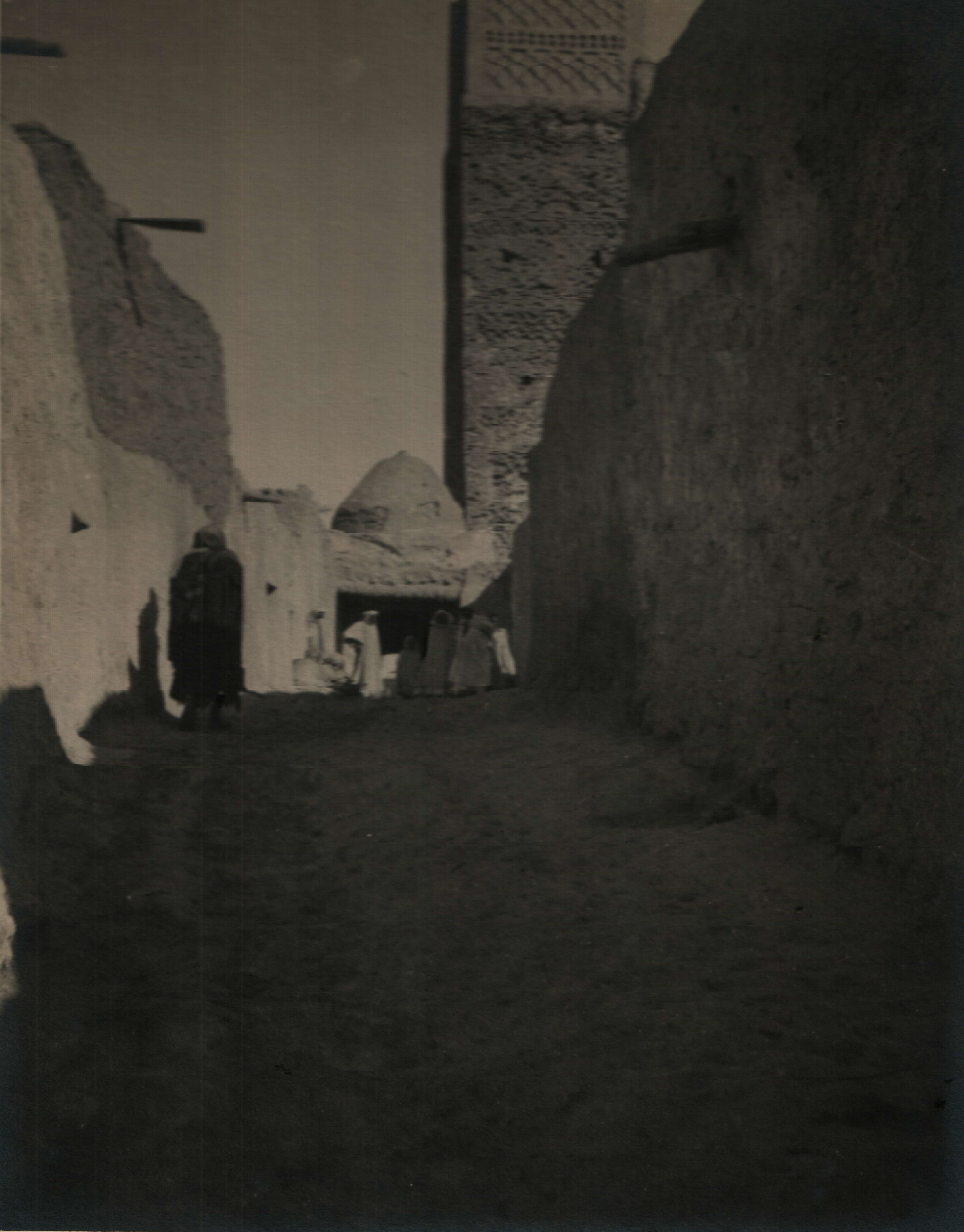
La grande mosquée et le ksar au début du XXe siècle.

Le ksar de Tamacine, cité forteresse, fondé en 782 par des familles Righas de la tribu berbère des Zénètes, a été un centre de pouvoir. Temacine a longtemps été une escale dans le transit marchand vers l'Afrique subsaharienne. 
Tamacine était un royaume organisé autour du ksar bâti sur un plateau haut de huit mètres. Ce passé prestigieux lui a permis un rayonnement sur la partie sud de la région de l'oued Righ. Elle était un temps rivale de Touggourt. Ainsi, lors du conflit qui a opposé le clan des Bou Okkaz au clan des Ben Gana, Tamacine avait rallié le çoff (« ligue ») Cheddad qui soutenaient les premiers, tandis que sa rivale avait rallié leurs adversaires, le çoff Youssef.
Au XIXe siècle, Temacine devient un grand centre de la Tidjaniya et abrite le mausolée du petit-fils de Ahmed Tijani, le fondateur de la confrérie.
Sous le double effet d'une absence de politique de préservation, et des pluies diluviennes en 1964, 1968, 1984 et 1990, le ksar a été largement dégradé. C'est alors que des opérations ont permis sa réhabilitation.

## Démographie
Selon le recensement général de la population et de l'habitat de 2008, la population de la commune de Tamacine est évaluée à 20 067 habitants contre 15 933 habitants en 1998.

## Administration
Chef-lieu de daïra, Tamacine dispose d'un bon niveau d'équipements, desservant les communes du Sud. Depuis 2019, elle est rattachée à la nouvelle wilaya de Touggourt, elle dépendait auparavant de la wilaya d'Ouargla.

## Économie
La commune compte une usine de fabrication de produits en béton, et deux briqueteries modernes privées, ce qui assure à celle-ci des emplois et revenus. Il existe également un marché hebdomadaire, et des activités artisanales de vannerie. En outre, une zone d'expansion touristique de 14 ha a été implémentée.

## Centre religieux

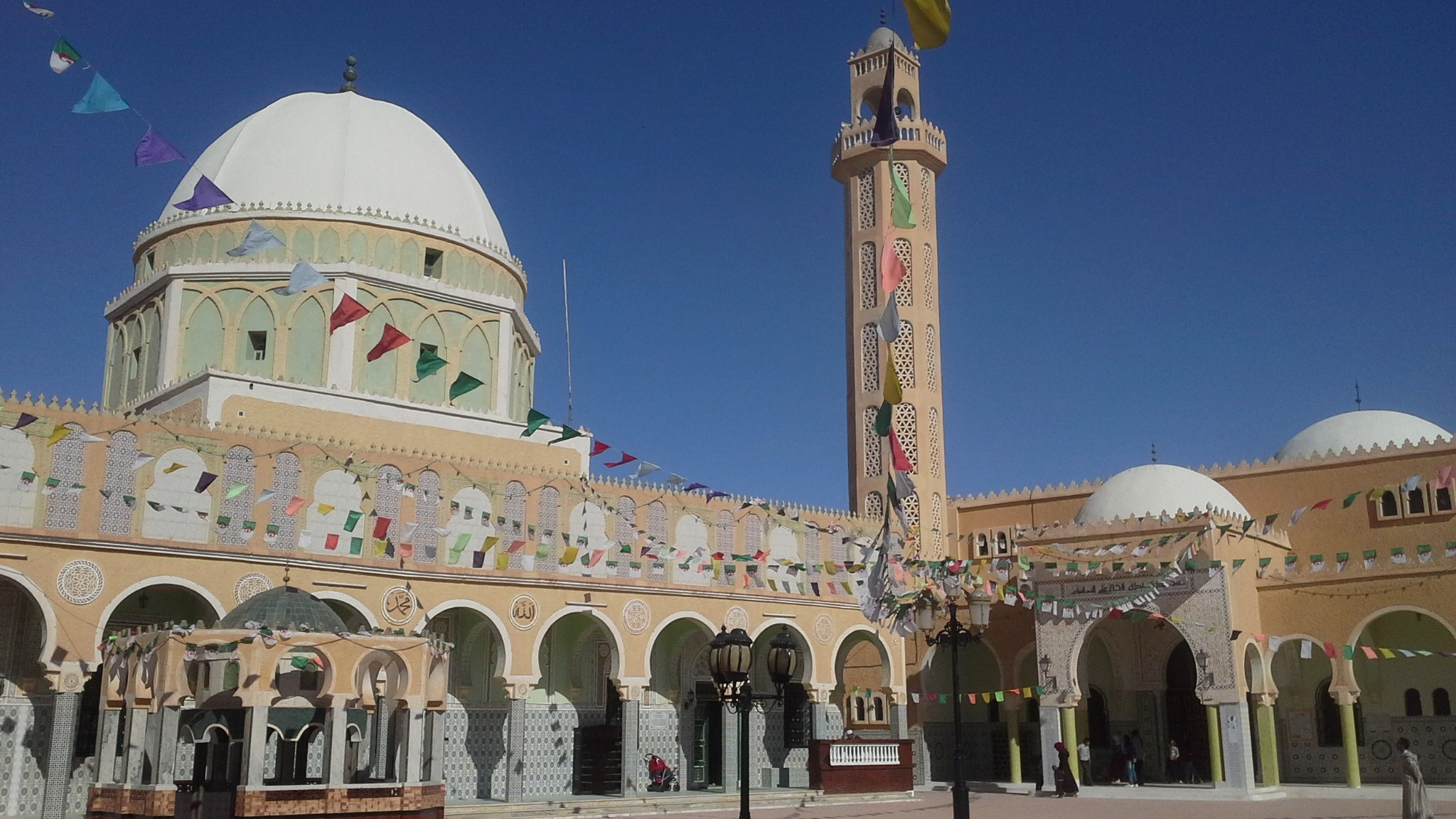
La zaouïa Tidjanya de Tamacine

Temacine est un centre de rayonnement religieux de la zaouïa Tidjanya où se trouve le mausolée du cheikh Hadj Ali Tamacini (1766-1844) qui a assumé le commandement de la confrérie Tidjania que lui avait confié le fondateur à Aïn Madhi le cheikh Ahmed Tijani (1735-1815). Elle dispose aussi d'une médersa et d'une mosquée. La zaouïa accueille les adaptes de la confrérie, venus notamment de l'étranger.

## Culture et patrimoine
Le ksar de Tamacine est situé à proximité de l'actuelle ville homonyme sur un plateau de 8 m de hauteur sur une superficie de 12 hectares, entourée d'une palmeraie. Il se caractérise par une particularité unique dans le Sahara, qui est l'édification de ses fondations exclusivement en troncs de palmiers.
Ce ksar est classé secteur sauvegardé au patrimoine national. Parmi les importants monuments du ksar, sa grande mosquée et son minaret, d'une hauteur de 22 mètres et construit en 1196. Il compte quatre accès, dont le principal, situé sur le flanc sud, mène directement au souk.
À proximité immédiate du ksar, se trouve le petit lac de Tamacine, qui correspond à l'ancien exutoire de l'eau artésienne. Le lac de Merdjadja se situe plus loin au nord, il est très salé et profond de 8 mètres, et héberge de nombreux oiseaux migrateurs.
Le tamazight de Touggourt est encore parlé dans l'oasis.

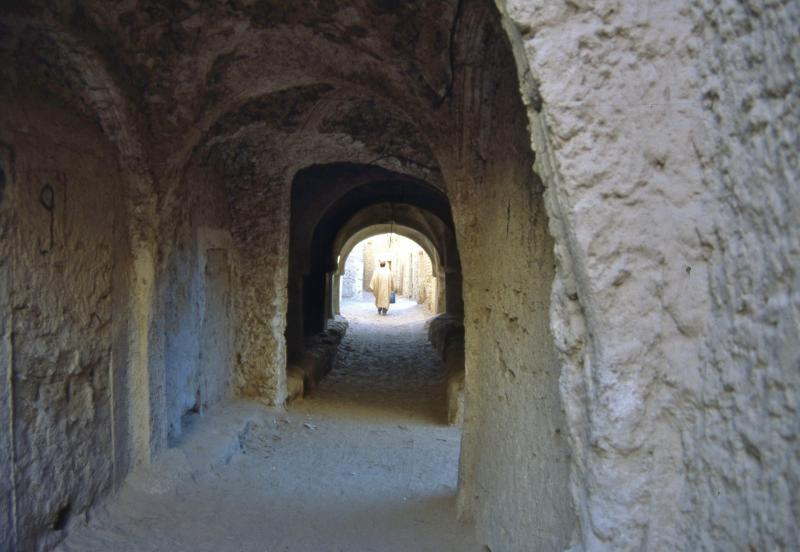
Ruelle du Ksar.
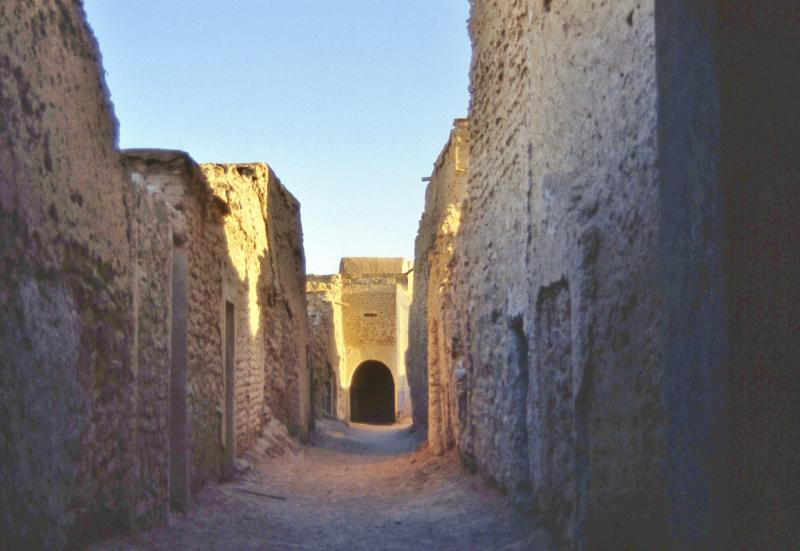
Ksar de Tamelhat.
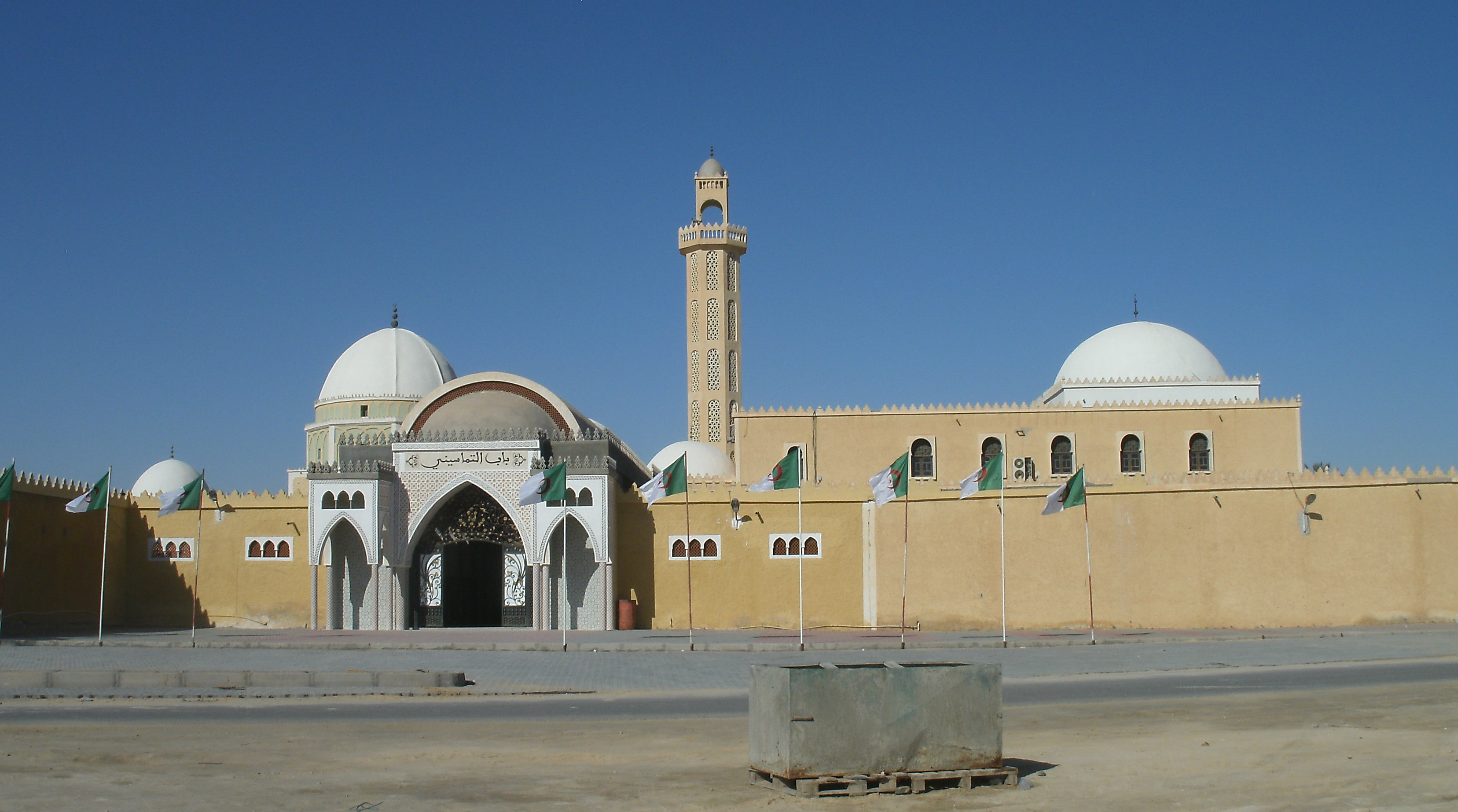
Porte de la zaouïa Tidjanya.
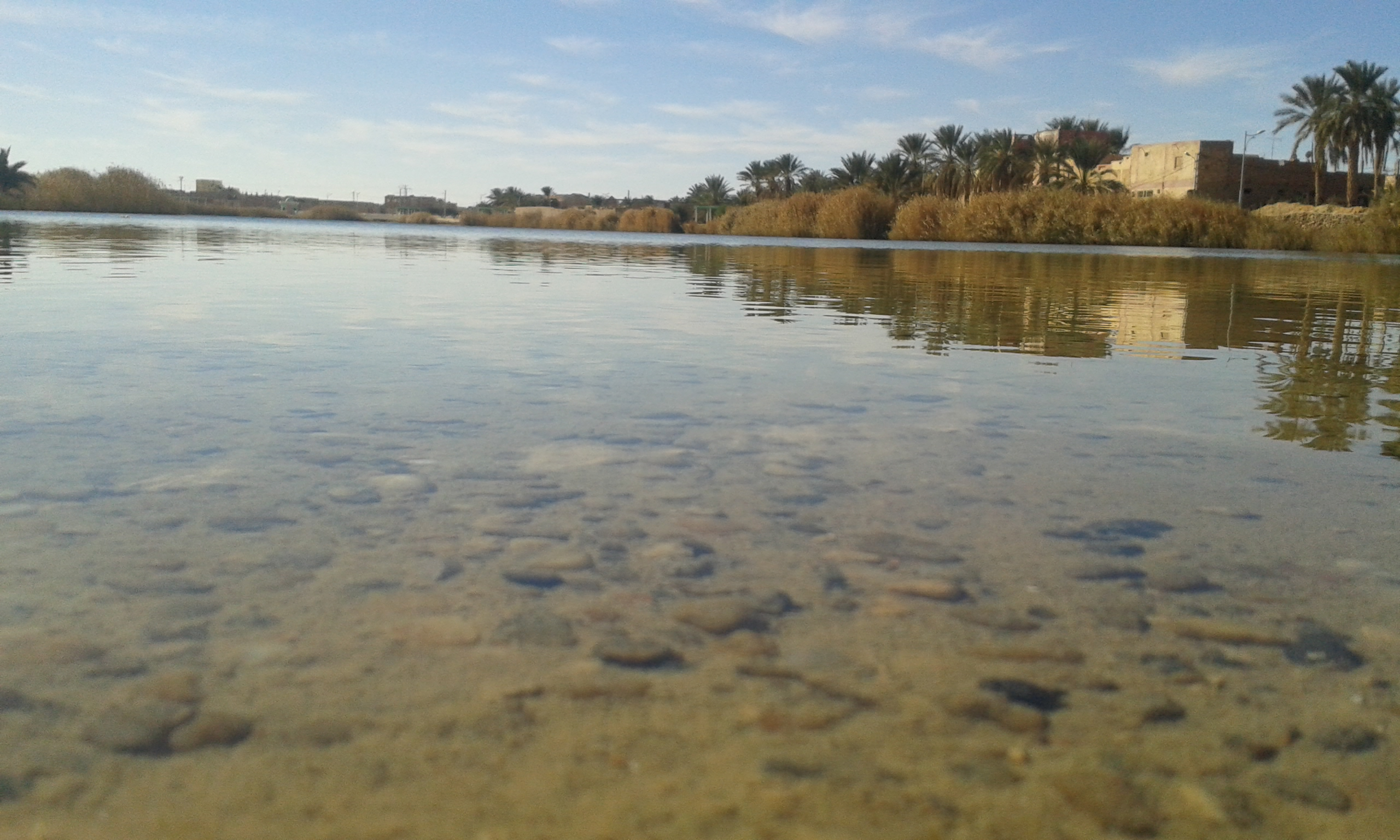
Lac de Tamacine.
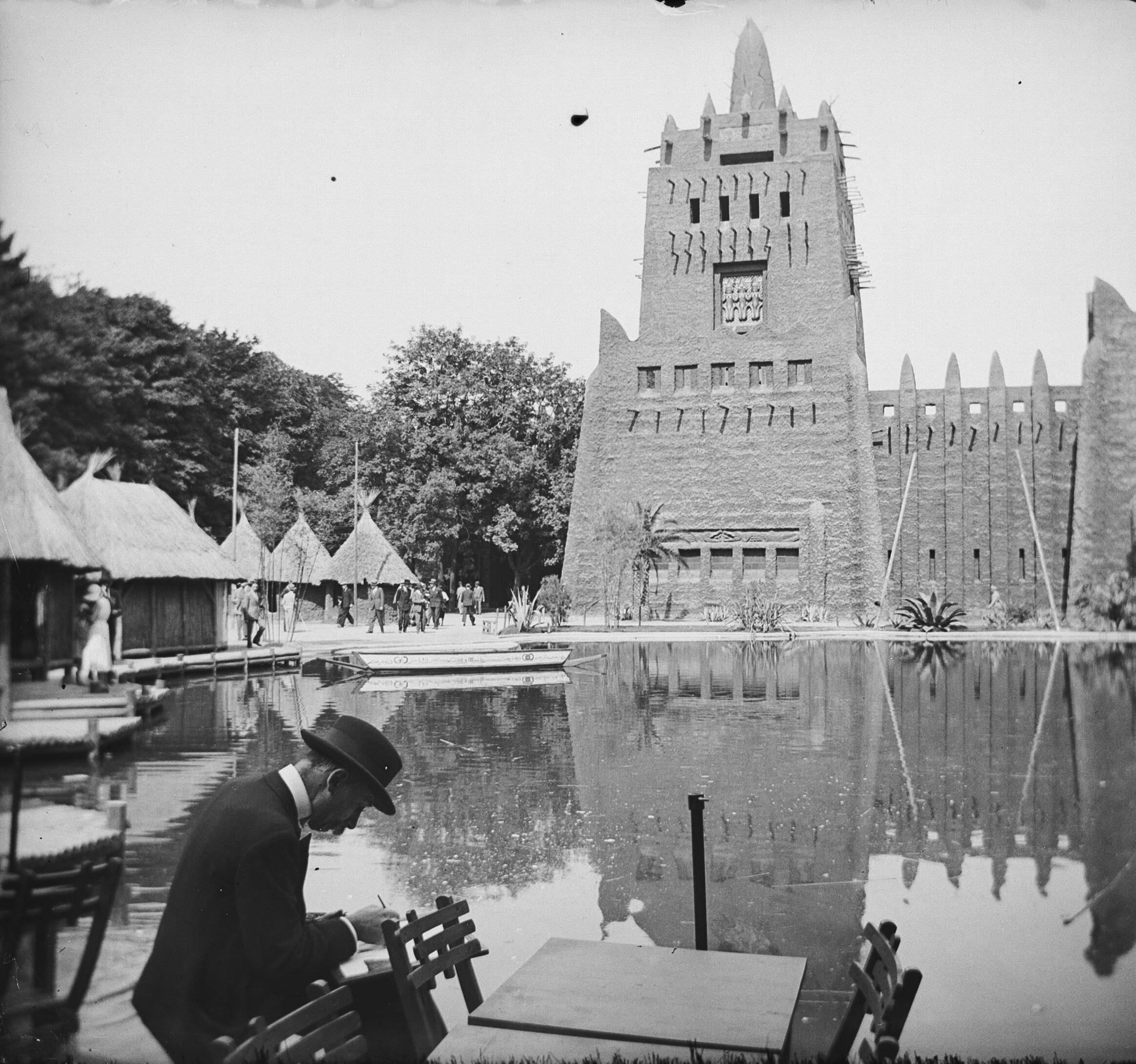
Zaouïa de Tamelhat